# Rumäniens stora unionsdag
Rumäniens stora unionsdag (rumänska: Ziua Marii Uniri, eller Rumäniens enhetsdag) firas den 1 december, och är nationell helgdag i Rumänien. Den firas till minne av då församlingen bestående av etniska rumäner möttes i Alba Iulia, och förklarade Transsylvaniens union med Rumänien.  
Datumet sattes efter Rumänska revolutionen 1989, och firas till minne av Transsylvaniens förening med Rumänien 1918, men också då Bessarabien och Bukovina samma år uppgick i det rumänska kungariket. 
Före 1918 firade maj 10 maj av två anledningar: dels var det dagen då Carol I första gången satte sin fot på rumänsk mark 1866, och dels var det dagen då fursten godkände Rumäniens självständighetsförklaring från Osmanska riket 1877.
Under kommunisttiden firade man i stället 23 augusti till minne av då marskalk Ion Antonescus pro-fascistiska regering avsattes 1944.

### Fotnoter
1. ↑  CIA World Factbook, Romania - Government Arkiverad 5 maj 2020 hämtat från the Wayback Machine.